# Villa Casciaro

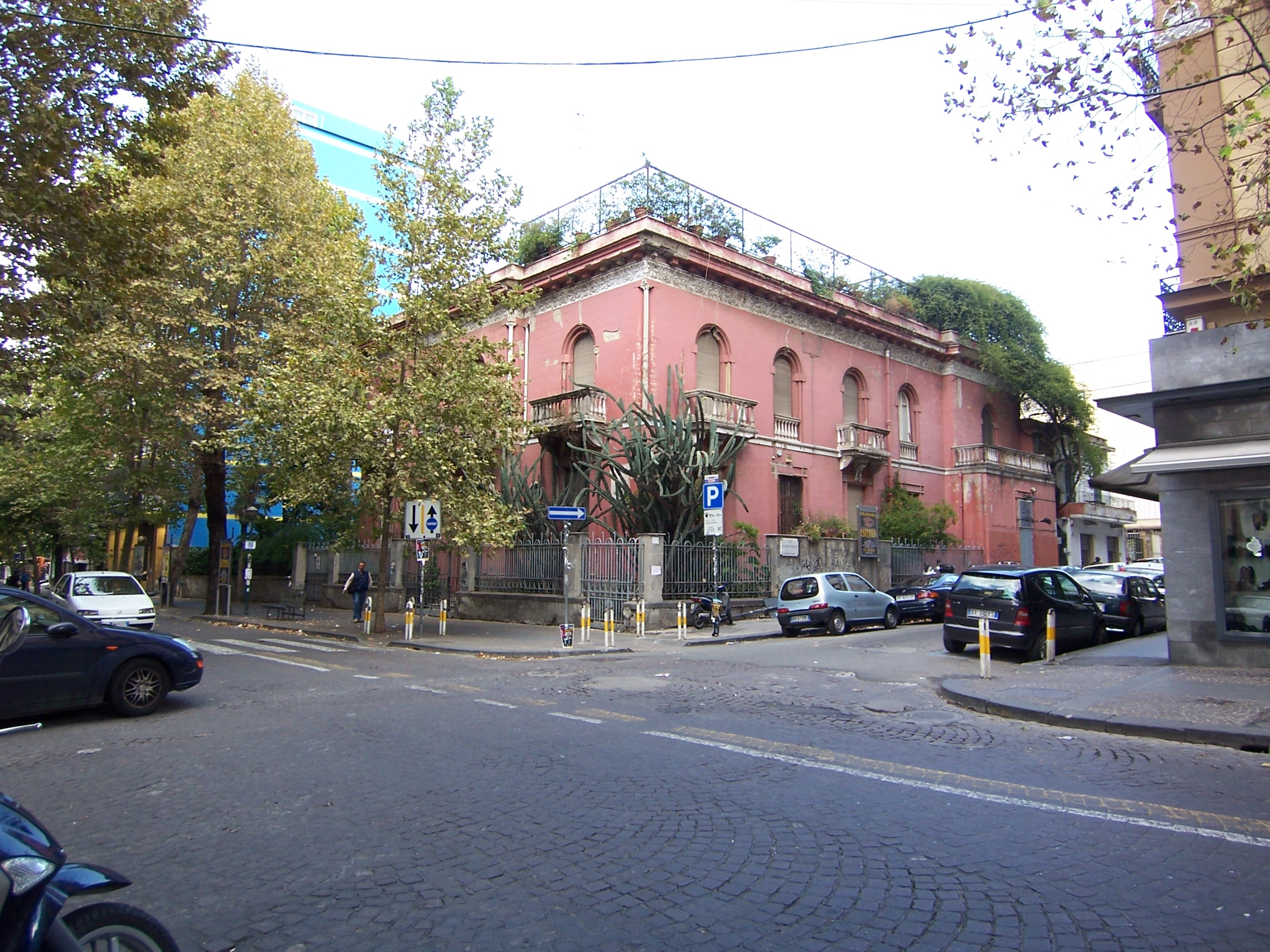
Villa Casciaro in Neapel

Die Villa Casciaro ist ein Jugendstillandhaus aus den 1900er-Jahren auf dem Hügel im Viertel Vomero von Neapel in der italienischen Region Kampanien. Es liegt in der Via Luca Giordano, 112.

## Geschichte
Das Haus, das wahrscheinlich vom Bauingenieur Alfredo Dusmet de Smours projektiert wurde, wurde vermutlich 1908–1910 von Alfredo Marotta erbaut und ging dann in das Eigentum von Giuseppe Casciaro, einem der bekanntesten, zeitgenössischen Maler in Neapel, über. In dem Haus fanden Anfang des 20. Jahrhunderts Treffen neapolitanischer Künstler statt.
Heute gehört das Landhaus den Nachfahren des Künstlers.

## Beschreibung
Die Villa hat einen unregelmäßigen Grundriss und ist einfacher dekoriert als die meisten Jugendstilgebäude.